# Зелений гай (парк, Харків)
Парк «Зелений гай» — парк в Харкові, розташований в Індустріальному районі міста, неподалік від станції метро «Індустріальна», за адресою вул. Біблика, 48. Парк є великою зеленою зоною для відпочинку мешканців району та покращення екологічної ситуації.

## Історія
Парк було створено в 1958 році на честь сорокаріччя комсомолу та спочатку носив назву «Парк імені 40-річчя ВЛКСМ»[джерело не вказане 1566 днів]. На той час він був зразком паркового господарства, містив комплекс атракціонів, тир, автодром. На території парку приймались мандруючі «Лунопарки», проводилась низка масштабних заходів, фестивалів, тощо[джерело не вказане 1566 днів].
До 2011 року існував як окреме комунальне підприємство з окремою культурно-масовою діяльністю, проте у 2011 році парк став частиною КП «Об'єднання парків культури і відпочинку м. Харкова».

## Інфраструктура
Впродовж довгого часу підтримка діяльності парку була припинена, парк потребував реконструкції. На 2018 рік атракціони зруйнувались та знаходились в аварійному стані, що призвело до їх демонтажу. Крім того, у парку були відсутні комунікаці, зокрема, освітлення переважної більшості території[джерело не вказане 1566 днів]. Не зважаючи на це, парк має неповторний ландшафт та зберігає власну значимість завдяки великій території, місцями схожій на ліс[джерело не вказане 1566 днів]. На території парку проживає велика кількість білок, крім того водяться зайці[джерело не вказане 1566 днів].
У 2019 році жителі міста зібрали 5 000 підписів під петицією про повну реконструкцію парку. Вже у 2019 році розпочались роботи: було встановлено ігровий майданчик для дітей, майданчик для вигулу собак, відремонтовано алею до вул. Миру. У 2020 році роботи продовжились, зокрема, було заасфальтовано доріжки, проведено освітлення центральних алей, встановлені лавки та антивандальні урни, обладнано спортивний майданчик та розширено наявний дитячий майданчик.

## Транспорт
Парк заходиться в 10 хвилинах від станції метро Індустріальна. Поруч з парком розташовано зупинки міських маршрутних автобусів 204, 4, 262, 42, 147, 304, тролейбуса № 3. 

## Галерея
Парк після реконструкції у 2020 році.

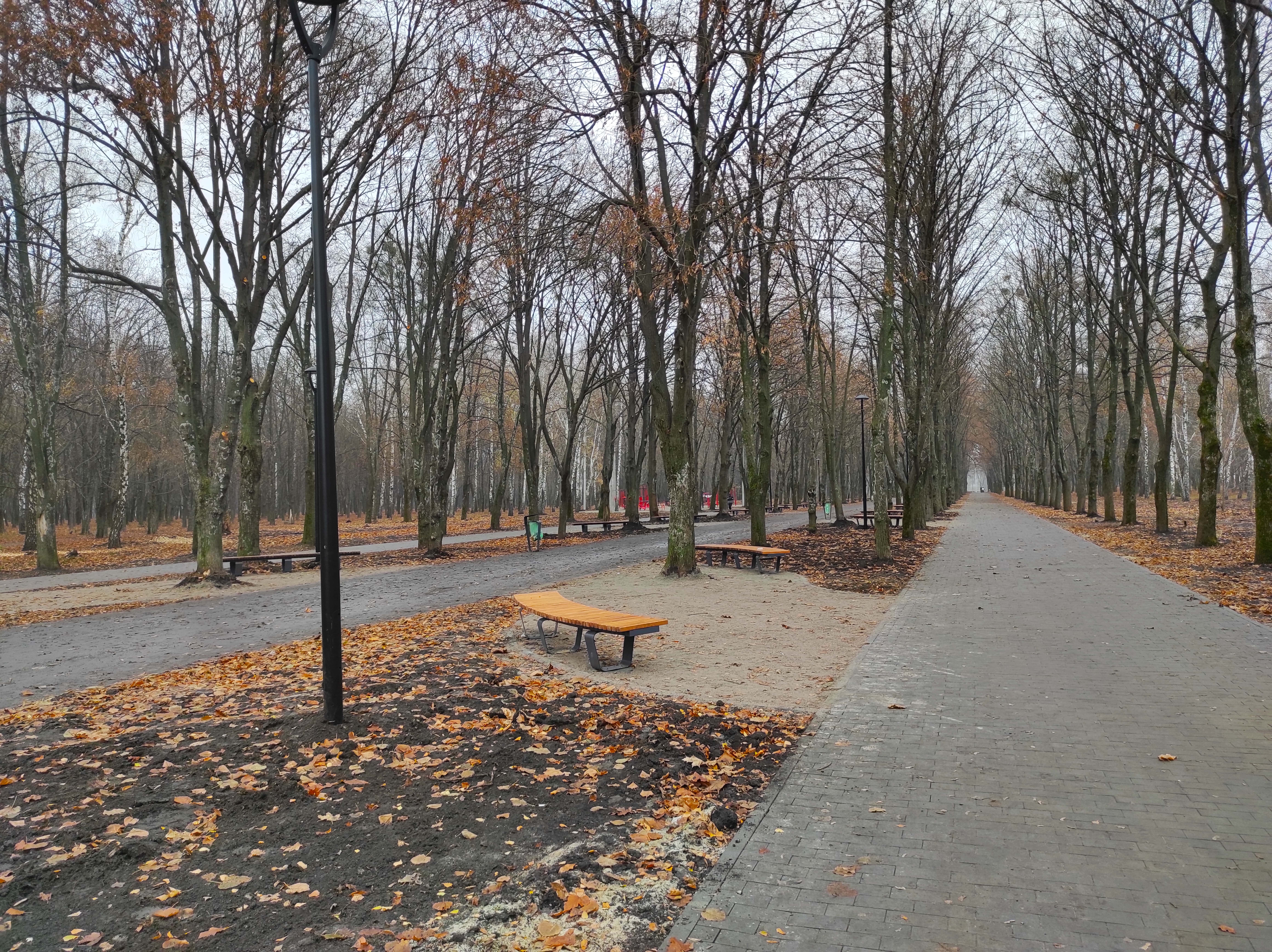
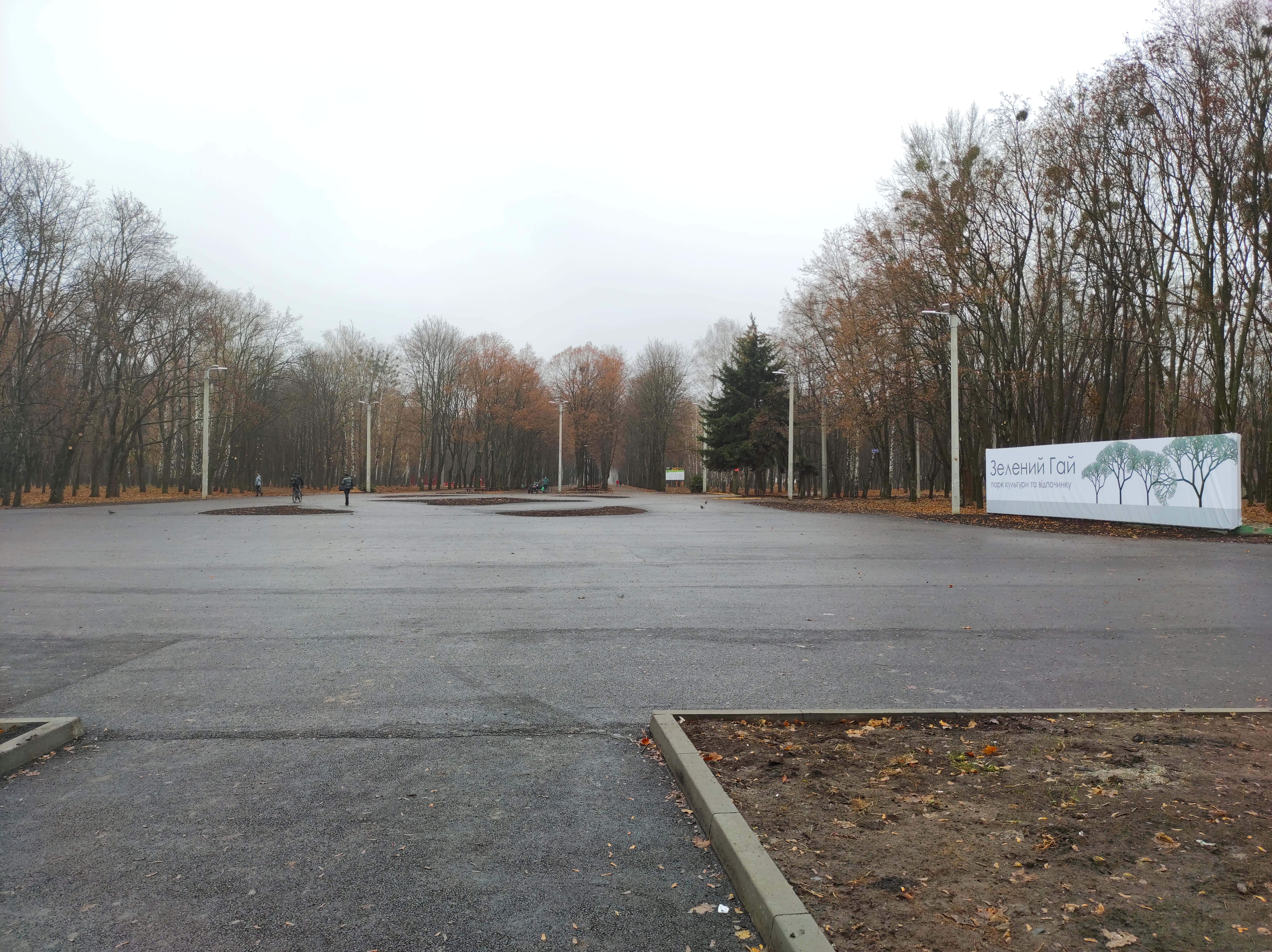
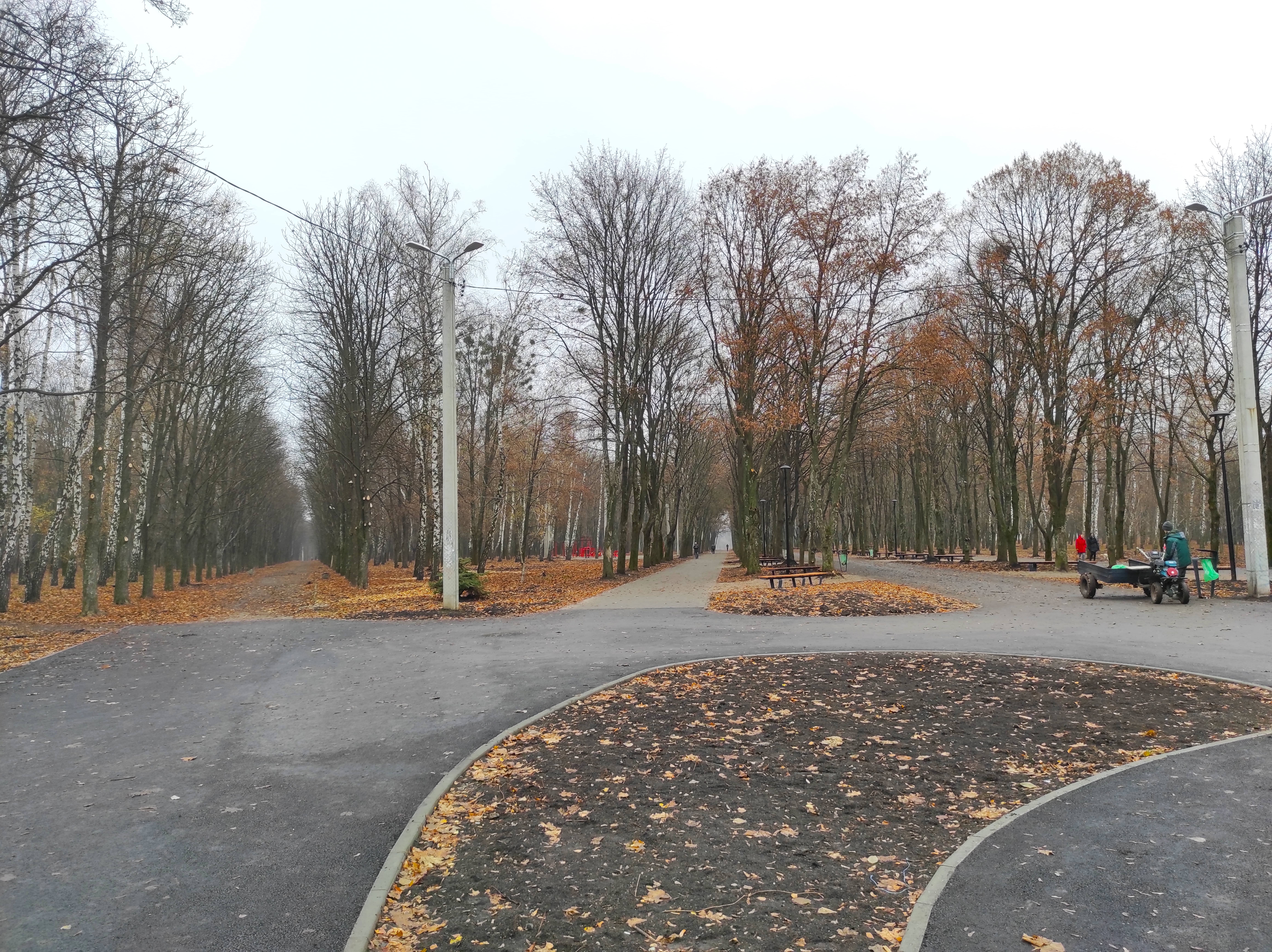